# Vasili II van Moskou

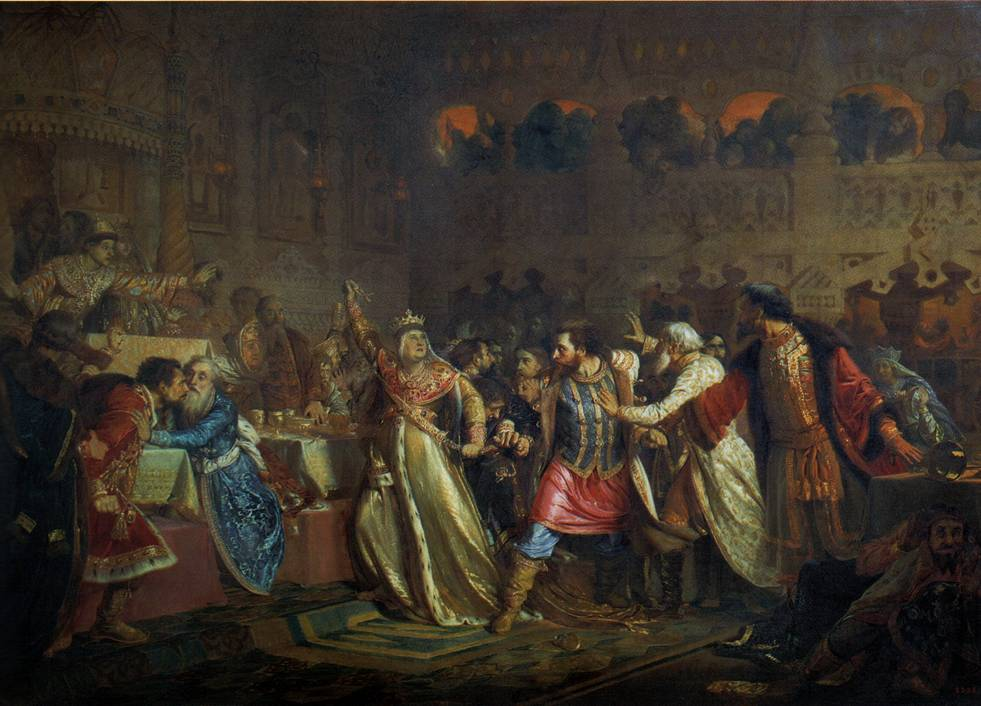
"At the wedding of Vasilii the Dark Sofia Vitovtovna pulls the belt from Prince Vasilii Kosoi" (1861)

Vasili II Vasiljevitsj Tjomny of Vasili de Blinde (Russisch: Василий II Васильевич Тёмный; Tjomny betekent letterlijk "ziet duisternis" wat staat voor "blinde") (Moskou, 10 maart 1415 – aldaar, 27 maart 1462) was een grootvorst van Moskou met tussenpozen van 1425 tot 1462, wiens regering werd geplaagd door de grootste burgeroorlog uit de middeleeuws-Russische geschiedenis.

## Grote Middeleeuwse Oorlog
Vasili II was de enige overlevende zoon van Vasili I Dmitrijevitsj en diens echtgenote Sofia, de enige dochter van Vytautas de Grote van Litouwen. Bij de dood van zijn vader werd hij uitgeroepen tot groothertog op tienjarige leeftijd. Zijn oom Joeri van Zvenigorod, die prins was van Galicië-Merski en zijn twee zonen Vasili de Schele en Dimitri Sjemjaka grepen deze kans aan om hun eigen claims te leggen op de troon. Vasili werd gesteund door zijn grootvader aan moederskant. De oorzaken voor de Grote Middeleeuwse Oorlog die hierop volgde zijn betwist. Er zijn redenen om aan te nemen dat Joeri's familie, wiens noordelijke eigendommen rijk waren aan zout en ertsen, Moskovië een liberaler protokapitalistisch ontwikkelingspad op zouden kunnen helpen.
Na de dood van Vytautas in 1430 ging Joeri naar de Gouden Horde en wist daar toestemming te verkrijgen voor het bestijgen van de Moskouse troon. Maar de khan hielp hem verder niet, wat grotendeels veroorzaakt werd door de slinkse methoden van de Smolenskse prins en Moskouse Bojaar Ivan Vsevolzjski. Toen Joeri een leger vormde en Moskou aanviel, werd Vasili verraden door Vsevolzjski en verslagen en gevangengenomen door zijn vijanden in 1433. Toen Joeri eenmaal was uitgeroepen tot Groothertog van Moskou, verleende hij zijn neef Vasili gratie en zond hem naar de plaats Kolomna om die te besturen. Dat bleek een misvatting van hem, aangezien Vasili onmiddellijk een samenzwering startte tegen zijn oom en een groot aantal ontevredenen om zich heen te verzamelen. Toen Joeri eenmaal doorkreeg hoe onzeker de troon was geworden, trad hij af en verliet Moskou voor zijn noordelijke thuisplaats Zvenigorod. Toen Vasili was teruggekeerd in Moskou, liet hij zijn verrader Vsevolzjski blind maken.
Ondertussen hadden echter de beide zonen van Joeri zijn claim op de troon overgenomen en besloten om de strijd voort te zetten. Zij wisten Vasili wederom te verslaan en hij zocht zijn toevlucht bij de Gouden Horde. Na de dood van Joeri in 1434 trad Vasili de Schele aan en werd uitgeroepen tot de nieuwe groothertog. Dimitri Sjemjaka had echter zijn eigen plannen voor de troon en ruziede met zijn broer en sloot daarop een verbond met Vasili II. Gezamenlijk wisten ze in 1435 Vasili de Schele te verjagen uit het Kremlin. Deze werd daarop gevangengezet en blind gemaakt, waardoor hij effectief was uitgeschakeld voor de strijd om de troon.

## Vasili's gevecht met Kazan en Sjemjaka
Vasili's regering vond plaats tijdens het uiteenvallen van de Gouden Horde in kleinere Khanaten. Nu Vasili zich verzekerd had van de troon, werd hij echter geconfronteerd met de dreiging van de Wolga-Tataren. In 1439 moest hij vluchten uit Moskou toen de stad werd belegerd door de leider van het kanaat Kazan Olug Moxammat. In 1445 leidde hij persoonlijk zijn troepen in een poging om Moxammat te verslaan, maar werd zelf verslagen en gevangengenomen. De Moskovieten werden daarop gedwongen om een grote losprijs te betalen voor zijn vrijlating 5 maanden later.
In die tijd had Dmitri Sjemjaka echter de troon overgenomen en deze was nog niet vergeten dat Vasili zijn broer blind had laten maken. Hij liet Vasili daarop ook blind maken en verbande hem naar Oeglitsj in 1446. Maar omdat Vasili nog steeds veel aanhangers had in Moskou, liet Dmitri hem terughalen en gaf hem gouvernement Vologda als apanage. Dit bleek wederom een fout, want Vasili verzamelde daar snel een leger van aanhangers en heroverde de troon.
Vasili's uiteindelijke overwinning tegen zijn neef volgde in 1450, toen hij Galicië-Merski veroverde en Dmitri liet vergiftigen. Zijn kinderen wisten echter te ontkomen naar Litouwen. Hierdoor werd uiteindelijk het principe van zijdelingse opvolging gestopt, wat een belangrijke oorzaak was van de bloedige middeleeuwse gevechten.

## Laatste regeringsjaren en maatregelen
Toen de oorlog eenmaal over was, liet Vasili bijna alle kleine apanages in het Grootvorstendom uitschakelen, om daarmee zijn soevereine autoriteit te vergroten. Door zijn militaire overwinningen werden de republikeinse overheden van Novgorod, Pskov en Vjatka gedwongen om hem te accepteren als hun opperheer.
Ondertussen was Constantinopel in handen gevallen van de Turken en de patriarch ging akkoord met het accepteren van de suprematie van de paus bij het Concilie van Florence. Vasili wees dit echter resoluut af en liet in 1448 bisschop Jona benoemen tot metropoliet van Moskovië, wat neerkwam op de verklaring van onafhankelijkheid van de Russisch-orthodoxe Kerk van de patriarch van Constantinopel. Deze zet versterkte de positie van Moskovië onder de orthodoxe landen.